# Miodrag Božović
Miodrag Božović (czarn. cyr. Миодраг Божовић, ur. 22 czerwca 1968 w Mojkovacu) – czarnogórski piłkarz grający na pozycji obrońcy i trener piłkarski.
Jako piłkarz grał w klubach takich jak Budućnost Titograd czy FK Crvena zvezda, z którą zdobył Puchar FR Jugosławii.
Jako trener kilkukrotnie obejmował posadę w serbskim Boracu Čačak. Pracował też w rosyjskich klubach Amkar Perm, FK Moskwa, Dinamo Moskwa, FK Rostów, Lokomotiw Moskwa, Arsienał Tuła i Krylja Sowietow Samara. W sezonie 2015/16 poprowadził Crveną zvezdę do mistrzostwa Serbii.

## Sukcesy

### Piłkarskie
Crvena zvezda
- Zdobywca Pucharu FR Jugosławii: 1992/1993

### Trenerskie
FK Rostów
- Zdobywca Pucharu Rosji: 2013/2014

Crvena zvezda
- Mistrz Serbii: 2015/2016